# Mycale unguifera
Mycale unguifera är en svampdjursart som beskrevs av Hajdu, Zea, Kielman och Peixinho 1995. Mycale unguifera ingår i släktet Mycale och familjen Mycalidae. Inga underarter finns listade i Catalogue of Life.